# Charles Villarroel
Charles Hugo Villarroel Jara (* 10. Juli 1930 in Santiago; † 14. August 2020 ebenda) war ein chilenischer Fußballspieler und -trainer. Der Mittelfeldspieler wurde mit dem CSD Colo-Colo zwei Mal Meister der chilenischen Primera División.

## Karriere

### Spieler
Charles Villarroel kam im Alter von elf Jahren in die Jugend vom CSD Colo-Colo und durchlief alle Jugendmannschaft bis zum Profiteam. Dort debütierte er 1953 und wurde mit den Albos Meister. In der Saison 1956 gelang dem Mittelfeldspieler eine weitere Meisterschaft, nachdem er im Jahr zuvor an den CD O’Higgins verliehen worden war. Im Jahr 1959 schloss sich Villarroel Zweitligist Ñublense an und wechselte nach nur einem halben Jahr zu Fatucén de Puente Alto, mit dem er 1961 die Regional Zona Centra gewann. Er beendete seine Karriere und absolvierte den Trainerscheinkurs mit Fernando Riera und dem Franzosen Gabriel Hanot. Villarroel trainierte zehn Jahre Jugendmannschaften von Colo-Colo.

### Trainer
Als Trainer war Villarroel in Chile bei unterklassigen Vereinen tätig. Bekanntere Vereine trainierte er in den 1970er Jahren in El Salvador mit dem CD Santiagueño und in Guatemala mit dem CSD Comunicaciones.

## Erfolge
- Chilenischer Meister: 1953, 1956
- Chilenischer Pokalsieger: 1958